# Луговой сад
Луговой сад — сад с суперплотным насаждением плодовых деревьев. Плотность деревьев лугового сада достигает 75-100 тыс. деревьев на 1 гектар (плотность деревьев обычного сада составляет 500—2500 деревьев на 1 гектар). Междурядия составляют 90 см, что позволяет обрабатывать луговые сады орудиями и машинами для работы в питомниках. Для уменьшения числа деревьев на 1 гектар до 12-15 тыс. применяют сгибание высаженных деревьев и скрепление их стволов друг с другом.
Преимуществами луговых садов является: высокий урожай на 1 гектар (для яблоневых садов 50 тонн), возможность комплексной механизации и частичной автоматизации процесса садоводства. Недостатками луговых садов являются: необходимость дешёвого высококачественного посадочного материала в больших количествах, ограниченный набор сортов и подвоев, пригодных для луговых садов, не разработаны способы контроля за количеством ветвей, образующихся после скашивания, приемы стимуляции закладки цветочных почек и удержания завязей на дереве.